# Jacqueline Fahey
Pour les articles homonymes, voir Fahey.
Jacqueline Mary Fahey ONZM, née en 1929 à Timaru (Nouvelle-Zélande), est une artiste peintre et écrivaine néo-zélandaise.

## Biographie
D'ascendance catholique irlandaise, Jacqueline Fahey naît à Timaru, en Nouvelle-Zélande, en 1929. Fahey a de solides modèles féminins dans sa vie : sa mère est une pianiste qui a fréquenté le Conservatoire de musique de Melbourne et a travaillé comme pianiste professionnelle pendant huit ans avant de retourner en Nouvelle-Zélande, et sa grand-mère a enseigné dans un couvent dominicain et était « très bonne en langues et aimait l'histoire ». « Ces deux femmes étaient vraiment mes modèles », a commenté Fahey. « Elles m'ont donné l'idée que les femmes étaient censées exceller même si c'était principalement dans les arts ».
Alors qu'elle est âgée de huit ans, la maison familiale, « Machweil », brûle et Fahey et ses trois sœurs sont envoyées à Teschemakers, un pensionnat catholique pour filles, maintenant fermé, près d'Oamaru. Elle  étudie ensuite à la Canterbury University College School of Art, obtenant un diplôme des beaux-arts en 1952. Elle reçoit l'enseignement de Russell Clark, Bill Sutton et Colin Lovell-Smith. À l'université, elle rencontre et se lie d'amitié avec Rita Angus, Doris Lusk et Juliet Peter. Bien qu'elle n'ait pas été influencée stylistiquement par ces artistes, elle est inspirée par leur engagement envers la peinture et le sérieux avec lequel ils entreprenaient leur travail. Fahey a commenté : « Ce n'est pas tant qu'ils ont influencé ma façon de peindre. Ce qu'ils ont fait, c'est me permettre d'être professionnelle, de penser que c'est ma vie ».
En 1951, Fahey déménage à Wellington et, en 1956, elle épouse Fraser McDonald, un jeune psychiatre qu'elle a rencontré lors d'une fête dans son appartement à Wellington. Au cours de leur vie conjugale, le couple et leurs trois filles vivent dans des maisons se situant sur le terrain d'institutions psychiatriques en Australie et en Nouvelle-Zélande,, dont l'hôpital Carrington (en) à Point Chevalier, dans la banlieue d'Auckland. Fraser McDonald meurt en 1994.
Fahey a écrit deux mémoires sur sa vie : Something for the Birds (2006) et Before I Forget (2012).

## Carrière
Jacqueline Fahey est  active comme peintre depuis les années 1950. À 26 ans, elle expose ses premières peintures sur le thème de la banlieue et du mariage à la Harry Seresin's Coffee Gallery sur Lambton Quay à Wellington, où elle travaille comme serveuse.
Au cours des années 1980 et 1990, Fahey enseigne la peinture à l'Elam School of Fine Arts de l'université d'Auckland. Au moment de sa nomination comme maître de conférences, plus de la moitié des étudiants en peinture étaient des femmes, mais il n'y avait pas de femmes maîtres de conférences. Fahey rejoint Robert Ellis, Don Binney et Dick Frizell dans l'équipe des peintres et apprécie l'expérience d'enseigner, d'apprendre aux côtés de ses élèves et de partager des idées avec ses collègues.
Fahey est nommée officier de l'ordre du Mérite de Nouvelle-Zélande, pour ses services à l'art, lors des honneurs du Nouvel An de 1997.
En 2007, les peintures de Fahey Christine in the Pantry (1972) et Sisters Communing (1974) sont incluses dans la grande exposition WACK! Art and the Feminist Revolution au Museum of Contemporary Art of Los Angeles.
En 2013, elle reçoit un Arts Foundation Icon Award, la plus haute distinction de la Fondation.

## Publications
- Something for the Birds, Auckland : Auckland University Press, 2006  (ISBN 978-1-86940-355-3)
- Before I Forget, Auckland : Auckland University Press, 2012  (ISBN 978-1-86940-581-6)